# La torre di Londra (film 1962)
La torre di Londra (Tower of London) è un film del 1962 diretto da Roger Corman.
È un remake de L'usurpatore (1939).

## Trama
Riccardo, duca di Gloucester, fratello del re Edoardo IV e nella linea di successione al trono, è determinato a ottenere la corona usando tutti i mezzi, anche per mezzo di pericolose scorciatoie. Per prima cosa, uccide suo fratello Clarence appena nominato, dal re morente, protettore dei suoi due figli. Il re, sul letto di morte, ignaro del tradimento di Riccardo, lo nomina protettore dei suoi eredi. Riccardo continua a seminare morte per arrivare al trono e viene ossessionato dai fantasmi di coloro che ha ucciso o fatto uccidere. Il suo regno di terrore però volge al termine: verrà sconfitto nella Battaglia di Bosworth Field.

## Produzione
Il film fu prodotto dalla Edward Small Productions (come Admiral Pictures).

## Distribuzione
Distribuito dalla United Artists, il film uscì nelle sale cinematografiche statunitensi il 24 ottobre 1962.
In Italia non fu mai distribuito al cinema, ma venne doppiato e trasmesso in televisione molti anni più tardi.